# Istanbulpogromen
Istanbulpogromen, eller upploppen i Istanbul 1955 (grekiska: Σεπτεμβριανά, "Septemberhändelserna"; turkiska: 6–7 Eylül Olayları, "händelserna 6–7 september"), var en pogrom den 6 och den 7 september 1955 som i första hand riktades mot de 100 000 greker som bodde i Istanbul. Judar och armenier som bodde i staden och deras affärsverksamheter var också måltavla för pogromen, vilken, enligt somliga, iscensattes av det turkiska regeringspartiet före detta Demokratiska Partiet under premiärminister Adnan Menderes.[källa behövs] Händelsen utlöstes av den falska nyheten att Mustafa Kemal Atatürks födelsehus i Thessaloniki i Grekland hade bombats dagen innan.[källa behövs]
En turkisk mobb, av vilken större delen forslats till staden före händelsen, förödmjukade den grekiska befolkningen i Istanbul i nio timmar.[källa behövs] Fastän hjärnorna bakom pogromen inte uttryckligen beordrat att några greker skulle dödas, dog mellan 13 och 16 greker (inklusive två präster i Östortodoxa kyrkan) och åtminstone en armenier, under eller efter pogromen, till följd av misshandel och mordbränder.[källa behövs]
32 greker skadades allvarligt. Därtill blev dussintals grekiska kvinnor våldtagna, och ett antal män omskars med tvång. 4348 grekiskägda affärer, 110 hotell, 27 apotek, 23 skolor, 21 fabriker, 73 kyrkor och över ett tusen grekiskt ägda hem förstördes eller utsattes för grov skadegörelse.[källa behövs]
Uppskattningarna av kostnaderna för skadorna varierar, från den turkiska regeringens uppskattade 69,5 miljoner turkiska lira (omkring 24,8 miljoner amerikanska dollar), brittiska diplomaters uppskattning på 100 miljoner brittiska pund (omkring 200 miljoner amerikanska dollar), Kyrkornas världsråds uppskattning på 150 miljoner amerikanska dollar, och den grekiska regeringens uppskattning på 500 miljoner amerikanska dollar.[källa behövs]
Pogromen ökade emigrationen från Istanbulregionen av etniska greker dramatiskt, vilket minskade den grekiska befolkningsgruppen från 200 000 personer år 1924, till drygt 2500 år 2006.
Liknande händelser har inträffat i Turkiet under 1800-talet. Den största massakern på kristna är dock det armeniska folkmordet under första världskriget.

## Bakgrund

### Grekerna i Istanbul
Konstantinopel – dagens Istanbul – var huvudstad i Bysantinska riket till 1453, då staden intogs av Osmanska riket. En stor andel av den grekiska befolkningen fortsatte att bo kvar i staden. Stadens grekiska befolkning, i synnerhet fanarioterna, kom att spela en framträdande roll i stadens sociala och ekonomiska liv, och Osmanska rikets politiska och diplomatiska liv i allmänhet. Detta förhållande fortsatte efter 1829, då en självständig grekisk stat bildades. Ett antal etniska greker tjänade i den osmanska diplomatkåren under 1800-talet.
Efter kriget mellan Grekland och Turkiet 1919–1922, rycktes den grekiska befolkningen i Turkiet upp med rötterna, till följd av bildandet av Republiken Turkiet, och framtvingade befolkningsutväxlingar mellan Grekland och Turkiet i samband med Lausannefreden. På grund av grekernas starka känslomässiga band till sin tidigare huvudstad, och dess betydelse som säte för det ekumeniska patriarkatet för grekisk-ortodoxa och världens alla andra ortodoxa, fick grekerna i Istanbul dispens från befolkningsutväxlingen och tilläts stanna kvar. Icke desto mindre började befolkningen avta, vilken är bevisat genom demografisk statistik.
Straffåtgärder, såsom parlamentslagen 1932, förbjöd greker som bodde i Turkiet att syssla med 30 yrken eller ämbeten, från att vara skräddare och snickare, till läkare, jurist och godsägare. Extra skattetryck som pålades dem 1942 bidrog ytterligare till att de ekonomiska möjligheterna för grekiska affärsmän minskade.

### Sammanhang
Sedan 1954 hade ett antal nationalistiska studenter och irredentistiska organisationer som Nationella sammanslutningen av turkiska studenter, Nationella föreningen av turkiska studenter, och chefredaktören för den största dagstidningen Hürriyet, Hikmet Bilâs "Cypern är turkiskt-partiet", protesterat mot den grekiska minoriteten och det ekumeniska patriarkatet.
1955 började en statsunderstödd propaganda, via den turkiska pressen, vinna allmänheten mot den grekiska minoriteten. Under veckorna som föregick pogromen, gjorde turkiska ledare flera antigrekiska uttalanden. Den 28 augusti påstod premiärminister Menderes att grekcyprioterna planerade en massaker på turkcyprioter. Utöver Cypernfrågan bidrog den kroniska ekonomiska situationen till att den turkiska regeringen iscensatte pogromen. Trots att de var en minoritet, spelade den grekiska befolkningsgruppen en framträdande roll i stadens affärsliv, vilken gjorde dem till en tacksam syndabock under den ekonomiska krisen. Pogromen väcktes av en påstådd attack mot det turkiska konsulatet i Greklands näst största stad, Thessaloniki – konsulatet inhystes i det hus där Mustafa Kemal Atatürk var född.

## Pogromen

### Planeringen
I rättegången 1961 i Yassıada mot Adnan Menderes och hans utrikesminister Fatin Rüştü Zorlu, framkom detaljerade uppgifter om planeringen av pogromen. Menderes och Zorlu mobiliserade ett massivt maskineri i det styrande Demokratiska partiet (Demokrat Parti), och partikontrollerade fackföreningar i Istanbul. Inrikesminister Namik Gedik var också inblandad. Enligt Zorlus advokat under rättegången, fördes 300 000 personer till området inför pogromen.[källa behövs]
Rättegången avslöjade också att stubinen till bomben vid konsulatet hade skickats från Turkiet till Thessaloniki den 3 september. Oktay Engin, en agent som arbetade "under cover" som student vid universitetet, hade getts uppdraget att installera sprängämnena.
Därtill leddes 18 avdelningar av "Cypern är turkiskt-partiet" av högre medlemmar i Demokratiska partiet. Denna organisation spelade en avgörande roll i utbrottet av de antigrekiska aktionerna.
I sin bok från 2005 dokumenterar Speros Vryonis den direkta roll Demokratiska partiets organisation och fackföreningar spelade i att samla de upploppsmakare som drog genom Istanbul. De flesta kom från västra Mindre Asien. Hans fallstudie från Eskişehir visar hur partiet rekryterade 400 till 500 arbetare där från lokala fabriker, vilka fördes med tåg och tredjeklassbiljetter till Istanbul. Dessa värvade personer lovades motsvarande 6 amerikanska dollar, vilket aldrig utbetalades. De hade sällskap av polisen i Eskişehir, vilka anförtroddes att samordna skadegörelse och plundring när samlingen indelats i grupper om 40–50 män, och ledare av avdelningar av partiet.

### Utförande
Kommun- och regeringsägda lastbilar placerades på strategiska platser runt om i staden för att dela ut verktyg till skadegörelsen: spadar, hackor, kofotar, murbräckor och bensin. 4000 privata taxibilar anlitades för att transportera gärningsmännen.[källa behövs]
En protestdemonstration natten den 6 september, vilken organiserats av myndigheterna i Istanbul, om Cypernfrågan och den påstådda mordbranden i Thessaloniki, blev täckmantel för upploppsmännen. Omkring klockan 17.00 började pogromen, och från dess utgångspunkt, Taksim Square, spred sig problemen under kvällen, genom den gamla förorten Pera, med sönderslagning och plundring av grekiska affärsegendomar, i synnerhet längs gatan Yuksek Kaldirim. Vid 18.00 plundrades många av de grekiska affärer som låg på Istanbuls största affärsstråk, Istiklal Caddesi. Många affärsstråk stökades ner med handelsvaror som kastades ut ur de grekiskägda butikerna.
Enligt ett ögonvittne, en grekisk tandläkare, ropade mobben "Död åt de otrogna", "Massakrera de grekiska förrädarna", "Ned med Europa" och "Mot Aten och Thessaloniki" medan de utförde pogromen.[källa behövs]
Upploppen dog ut vid midnatt genom inblandning av Turkiets armé, och krigslagar infördes. Enligt ögonvittnen hade dock officerare och polismän tidigare deltagit i upploppen och i flera fall uppviglat gärningsmännen.

### Personligt våld
Fastän pogromisterna inte hade instruerats att döda, gick avdelningar av mobben längre än att skrämma och förödmjuka stadens greker. Mellan 13 och 16 greker och en armenier (inklusive två präster) dog till följd av pogromen. 32 greker skadades allvarligt. Både män och kvinnor blev våldtagna, och enligt den turkiske författaren Aziz Nesin, tvingades män, särskilt präster, till omskärelse och en armenisk präst avled efter ingreppet.[källa behövs]

### Materiell förstörelse
De materiella skadorna var märkbara, och över 4348 grekiskägda affärer, 110 hotell, 27 apotek, 21 fabriker, och över ett tusen grekiskägda hem förstördes totalt, eller var illa åtgångna.[källa behövs]
"Jag befann mig på gatorna den dagen och jag minns mycket väl", berättar Mehmed Ali Zeren, 70 år. "I juveleraraffären stod en man med hammare och slog sönder pärlor, en och en. /.../ Goda människor, goda vänner [grekerna] men armén ville utrota icke-turkar."[källa behövs]

### Kyrkliga egendomar
Vid sidan av grekisk affärsverksamhet, är det utom varje tvivel att egendom som tillhörde Grekisk-ortodoxa kyrkan var måltavla för attacker. 23 skolor och 73 kyrkor vandaliserades, brändes ned, eller förstördes på annat sätt, liksom ett antal kloster. Detta utgjorde omkring 90 procent av kyrkans egendomar i staden. Den antika bysantinska kyrkan Panagia i Veligradiou vandaliserades och brändes ner. Kyrkan vid Yedikule, De sju tornens slott, blev illa förstört, liksom St Konstantins kyrka i Psammathos. Vid Zoodochos Pegekyrkan i Balıklı blev ett antal patriarkers gravar sönderslagna, öppnade och vanhelgade. Klostrets abbot, biskop Gerasimos av Pamfilos, blev svårt misshandlad under pogromen och avled till följd av sina skador några dagar senare på Balıklısjukhuset. I en mordbrand på en kyrka brändes fader Chrysanthos Mandas levande till döds. Den metropolitiska biskopen av Liloupolis, Gennadios, blev svårt misshandlad och blev sinnessjuk. På andra ställen i staden attackerades grekiska kyrkogårdar och vanhelgades. Några uppgifter gör gällande att helgonreliker brändes eller kastades till hundar.[källa behövs]

### Vittnen
Uppgifter har givits av ögonvittnet Noel Barber, som arbetade för Londontidningen Daily Mail, den 14 september 1955. En annan som givit direktupplysning är Ian Flemming, James Bond-författaren, som befann sig i Istanbul för att bevaka Internationella poliskonferensen som särskild korrespondent för Sunday Times. Hans vittnesmål, som trycktes den 11 september, har titeln "The Great Riot of Istanbul".

### Sekundära upplopp
Medan pogromen i första hand utspelades i Istanbul, blev det några upplopp i andra turkiska städer. Morgonen den 7 september 1955 i İzmir (Smyrna) invaderade en mobb İzmir nationalpark, där en internationell utställning ägde rum, och brände ner den grekiska paviljongen. Därefter rörde sig mobben mot St Fotinikyrkan, som hade byggts två år tidigare för grekiska NATO-officerares skull, och förstörde kyrkan fullständigt. Hemmen till stadens fåtaliga grekiska familjer och officerare plundrades.

### Dokumentation
En betydelsefull dokumentation som visar utbredningen av förstörelsen, är Demetrios Kaloumenos fotografier; denne arbetade som officiell fotograf hos den ekumeniske patriarken. Han började fotografera ett fåtal timmar efter pogromen börjat, fångade förstörelsen på kort, och smugglade filmen till Grekland.

## Reaktioner
Fastän Menderesregeringen försökte lägga skulden till pogromen hos kommunistpartiet, var de flesta utländska observatörer överens om vems skulden var. I ett brev daterat den 15 november 1955 till premiärminister Adnan Menderes från patriark Athenagoras, beskrevs brotten hans församling utsatts för grafiskt. "Vår civilisations yttersta fundament av arv från århundraden, hela mänsklighetens egendomar, har attackerats våldsamt", skrev han, och tillade: "Vi upplevde alla, fullständigt värnlösa, plågsamma stunder, och sökte och väntade förgäves på skydd från dem som är ansvariga för allmän ordning."
Michael Stewart, chargé d'affaires vid brittiska ambassaden i Ankara, förstod direkt Menders partis delaktighet i attacken. "Det finns förhållandevis pålitliga belägg för att lokala representanter för Demokratiska partiet fanns bland upploppets ledare på skilda platser i Istanbul, särskilt på Marmaraöarna, och det har sagts att i hela landet hade bara Demokratiska partiet en sådan organisation att den skulle ha kunnat åstadkomma något i denna storlek", rapporterade han, dock utan att beskylla partiet eller Menderes personligen.
Fastän den brittiske ambassadören i Ankara, Bowker, rådde den brittiske utrikesministern Harold Macmillan att Storbritannien skulle ge Turkiet en skarp tillrättavisning, överlämnades endast en not med milt ogillande till Menderes. Kalla kriget ledde till att Storbritannien och USA tvingades frikänna Menderes från den politiska skulden som förelåg. Greklands ansträngningar att skapa internationell uppmärksamhet på brotten mot de mänskliga rättigheterna genom mellanstatliga organisationer som FN och Nato, vann föga gehör. Den brittiske Nato-representanten Cheetham utdömde det som "icke önskvärt" att undersöka pogromen. USA:s representant Edwin Martin ansåg att pogromens effekter på alliansen överdrevs, och Frankrikes, Belgien och Norges regeringar uppmanade grekerna att låta det skedda vara glömt. Nordatlantiska rådet gjorde till och med ett uttalande där de fastslog att den turkiska regeringen hade gjort allt i sin makt och enligt förväntan.
Mer frispråkigt var Kyrkornas världsråd, med anledning av att skadan uppgick till 90 procent av Istanbuls grekisk-ortodoxa kyrkor, och en delegation sändes till Istanbul för att inspektera ödeläggelsen.

## Efterspel
Eftersom det inte fanns några privata försäkringsbolag i Turkiet på denna tid, var det enda hopp om kompensation som offren för pogromen hade, att den turkiska staten stod för kostnaderna. Fastän den turkiske presidenten Celal Bayar meddelade att "offren för förstörelsen skall återgäldas" var den politiska viljan eller ekonomiska möjligheten att infria löftet ringa. Till slut fick grekerna igenom omkring 20 procent av sina anspråk.
Spänningarna fortsatte, och 1958-1959 utfärdade turkiska nationalistiska studenter en handelsbojkott mot alla grekiska affärer. 1964 bröt Ankararegeringen den grek-turkiska Ankarakonventionen från 1930 med två dagars varsel. Konventionen hade fastställt grekiska etablis (greker som var födda och bodde i Istanbul men hade grekiskt medborgarskap) rätt att bo och arbeta i Turkiet. Efter två dagars deportation minskade den grekiska befolkningen i Istanbul från 80 000 (eller 100 000 enligt vissa källor) personer 1955, till endast 48 000 personer 1965. Idag uppgår den grekiska befolkningen till omkring 2500 personer, de flesta äldre.
Efter militärkuppen 1960 åtalades Menderes och Zorlu, vid Yassıadarättegången 1960–1961, för konstitutionsbrott. Rättegången anförde också pogromen, vilken de anklagades för. Medan de åtalade förnekades sitt rättmätiga försvar, befanns de vara skyldiga, och de dömdes till döden genom hängning.
Oktay Engin, agenten som försökte utföra mordbranden i Thessaloniki, fortsatte arbeta för Millî İstihbarat Teşkilâtı ända till 1992, då han befordrades till guvernörens kansli i Nevşehirprovinsen.
I augusti 1995 utfärdade USA:s senat en resolution med anmärkning på pogromen 1955, i vilken president Bill Clinton anmodades att förklara den 6 september som en åminnelsedag för pogromens offer.

### Fotnoter
1. 1 2  According to the Human Rights Watch the Greek population in Turkey is estimated at 2,500 in 2006."From “Denying Human Rights and Ethnic Identity” series of Human Rights Watch" Arkiverad 7 juli 2006 hämtat från the Wayback Machine. Human Rights Watch, 2 July 2006.